# Escafoide del carp
L'escafoide és un os del carp complex amb moltes caretes articulars, té una forma semblant a un tirabuixó i presenta una variabilitat interindividual molt àmplia. És l'os més extern i gran del carp. L'escafoide ocupa les dues files d'ossos del carp.

## Anatomia i localització
L'escafoide és el primer os extern de la primera fila del carp. S'articula amb tota una sèrie d' ossos: el radi, semilunar, el gran, trapezoide i el trapezi.
Forma part de tot el grup d' ossos que forma el canell. S'hi poden distingir dues files formades per diferents ossos. La classificació següent és de l'os més extern al més intern.
- Primera fila: escafoide, semilunar, piramidal i pisiforme.
- Segona fila: trapezi, trapezoide, os gran i ganxut.

## Ossos del carp
| Fila     | Nom           | Articulacions proximals/radials         | Articulacions distals              | Articulacions metacarpianes |
| Proximal | Escafoide     | radi, semilunar                         | trapezi, trapezoide, gran del carp | -                           |
| Proximal | Semilunar     | radi, escafoide, piramidal              | gran del carp, ganxut              | -                           |
| Proximal | Piramidal     | semilunar, pisiforme (però no el cúbit) | ganxut                             | -                           |
| Proximal | Pisiforme     | piramidal                               | -                                  | -                           |
| Distal   | Trapezi       | escafoide                               | trapezoide                         | #1 i #2                     |
| Distal   | Trapezoide    | escafoide                               | trapezi, gran del carp             | #2                          |
| Distal   | Gran del carp | escafoide, semilunar                    | trapezoide, ganxut                 | #2, #3 i #4                 |
| Distal   | Ganxut        | piramidal, semilunar                    | gran del carp                      | #4 i #5                     |

## Fractura d'escafoide
La fractura d'escafoides és una lesió òssia localitzada a la mà, concretament, a l'os escafoides del canell. L'escafoide és un os del carp complex amb moltes caretes articulars, té una forma semblant a un "tirabuixó" i presenta una variabilitat interindividual molt àmplia. és l'os més extern i gros del carp.
La fractura tarda a consolidar degut als següents factors:
- Inestabilitat fracturaria. Es troba al mig de les dues files carpianes. Hi ha molta tendència a tenir flexió en aquesta zona.
- Poca vascularització per l'abundància del cartílag.

## Imatges

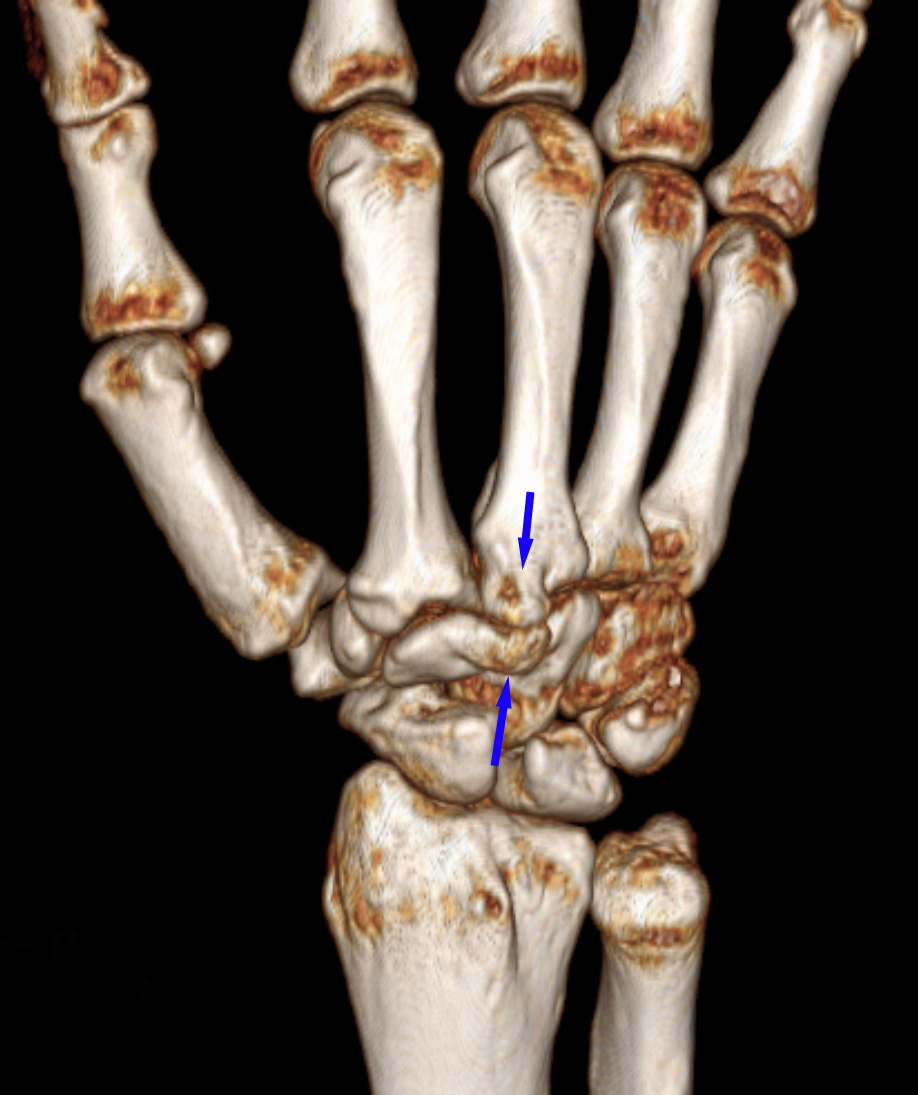
Reconstrucció tridimensional per CT, dels ossos del carp.
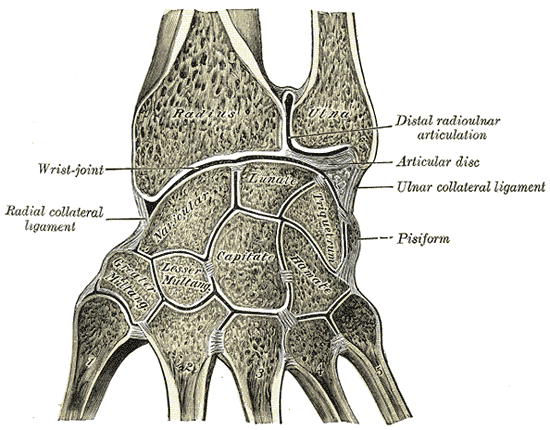
Ossos del canell, placa de  Anatomy of the Human Body , 1918.
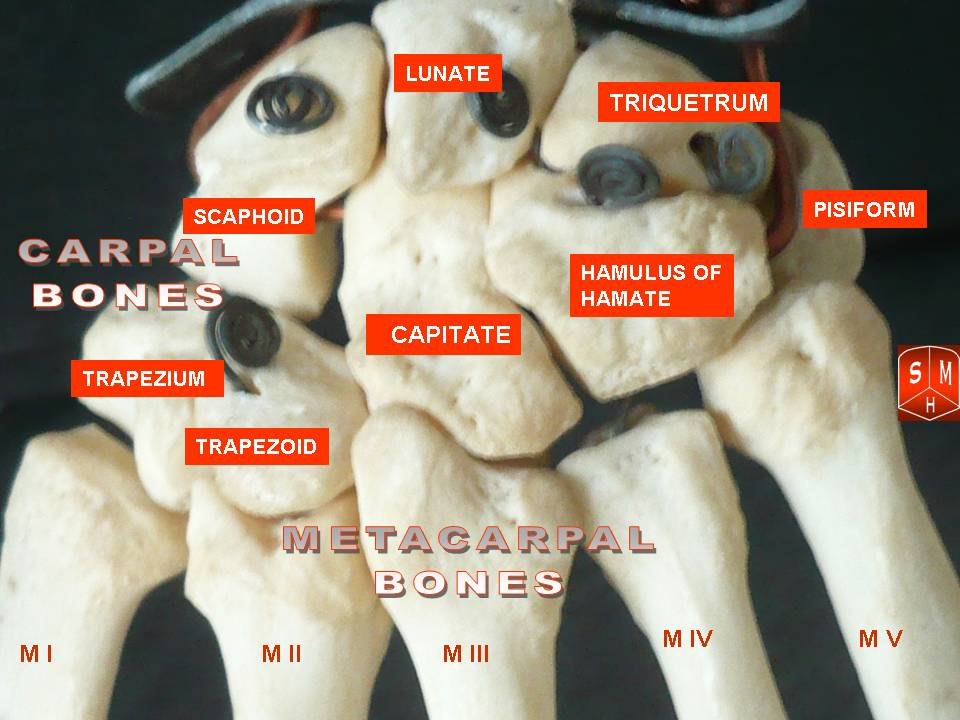
Ossos del canell.
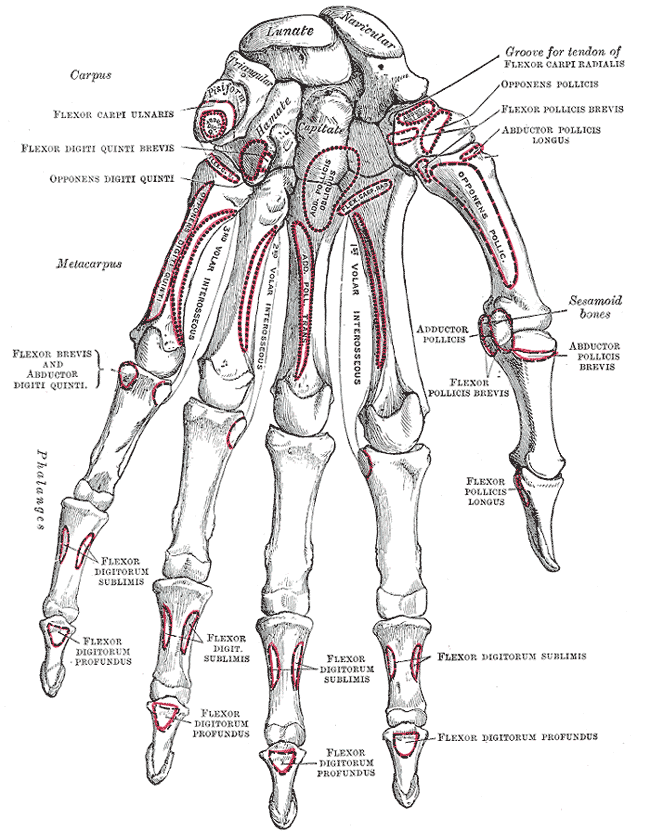
Ossos de la mà esquerra. Cara palmar.
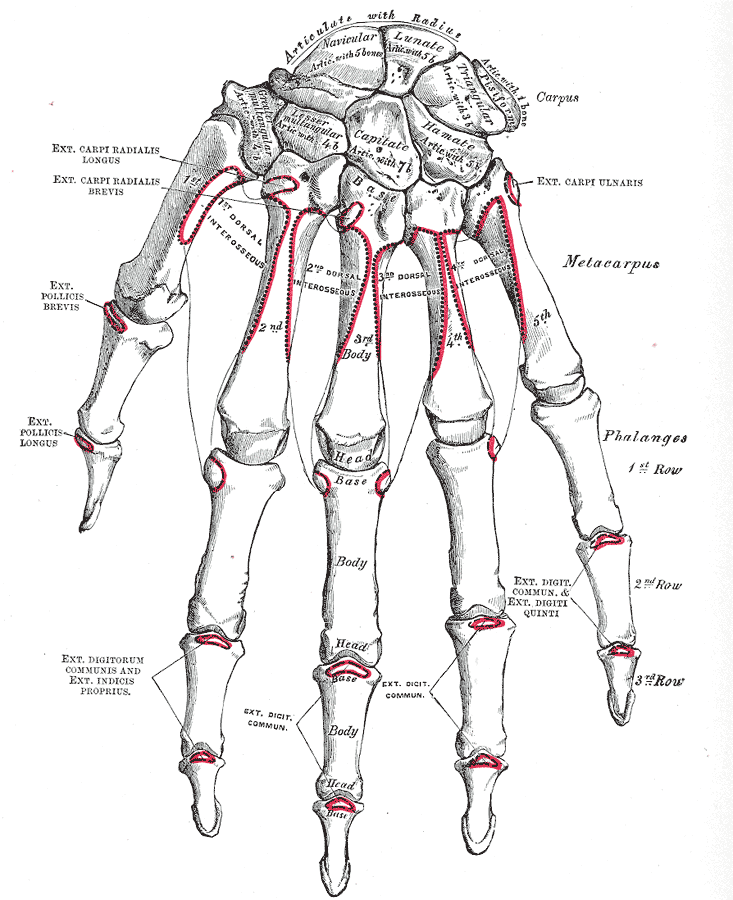
Ossos de la mà esquerra. Cara dorsal.